# Tirta Makmur (Air Manjunto)
Tirta Makmur is een bestuurslaag in het regentschap Muko-Muko van de provincie Bengkulu, Indonesië. Tirta Makmur telt 1624 inwoners (volkstelling 2010).